# Abd-Al·lah ibn al-Murtada ibn al-Àghlab
Abd-Al·lah al-Murtada ibn Àghlab (àrab: عبد الله المرتضى بن أغلب, ʿAbd Allāh b. al-Murtaḍà b. Aḡlab) (?, 1057 - Mallorca, 1095) va ser el darrer valí de les Illes Balears sota sobirania de la taifa de Dàniyya (1076-<1087) i el primer emir del regne taifa de Mayurqa (<1087-1093). Quan el 1076 la taifa de Dàniyya fou annexionada per la de Saraqusta, el valí Abd-Al·lah al-Murtada començà a actuar de manera independent. A partir de l'any 1087 es documenta l'encunyació de moneda a nom seu, cosa que indicaria que a l'entorn d'aquestes dates s'havia proclamat emir i convertí Mayurqa en el regne taifa de Mayurqa.
La seva làpida sepulcral, que dona les dates del seu naixement i defunció, es troba a Pisa, on amb tota seguretat, fou portada com a part del botí de guerra de la Croada pisano-catalana.